# Сливаемая куча
Сливаемая куча (англ. Mergeable heap) — структура данных, которая поддерживает следующие пять операций:
- Создание пустой кучи {\displaystyle H} (англ. Make heap);
- Вставка узла {\displaystyle x} в кучу {\displaystyle H} (англ. Insert);
- Поиск узла в куче {\displaystyle H}, который обладает минимальным ключом (англ. Minimum);
- Удаление узла с минимальным ключом из кучи {\displaystyle H} (англ. Extract minimum);
- Создание новой кучи {\displaystyle H}, которая содержит все узлы куч {\displaystyle H_{1}} и {\displaystyle H_{2}} (англ. Union).

## Реализации
Следующие две структуры данных являются реализациями сливаемой кучи:
- Биномиальная куча;
- Фибоначчиева куча.

Эти структуры данных так же поддерживают еще 2 операции:
- Присваивание узлу {\displaystyle x} в куче {\displaystyle H} нового значения ключа (англ. Decrease key) (предполагается, что новое значение ключа не превосходит текущего);
- Удаление узла {\displaystyle x} из кучи {\displaystyle H} (англ. Delete).

| Операция        | Биномиальная куча | Фибоначчиева куча |
| --------------- | ----------------- | ----------------- |
| Make heap       | Θ(1)              | Θ(1)              |
| Insert          | O(lgn)            | Θ(1)              |
| Minimum         | O(lgn)            | Θ(1)              |
| Extract minimum | Θ(lgn)            | O(lgn)            |
| Union           | Ω(lgn)            | Θ(1)              |
| Decrease key    | Θ(lgn)            | Θ(1)              |
| Delete          | Θ(lgn)            | O(lgn)            |

Примечание: для Биномиальной кучи время в наихудшем случае, для Фибоначчиевой кучи амортизированное время.

Замечание. По умолчанию сливаемые кучи являются неубывающими сливаемыми кучами (англ. Mergeable min-heap). Также существуют невозрастающие сливаемые кучи (англ. Mergeable max-heap), которые поддерживают следующие операции:
- Создание пустой кучи {\displaystyle H} (англ. Make heap);
- Вставка узла {\displaystyle x} в кучу {\displaystyle H} (англ. Insert);
- Поиск узла в куче {\displaystyle H}, который обладает максимальныи ключом (англ. Maximum);
- Удаление узла с максимальныи ключом из кучи {\displaystyle H} (англ. Extract maximum);
- Создание новой кучи {\displaystyle H}, которая содержит все узлы куч {\displaystyle H_{1}} и {\displaystyle H_{2}} (англ. Union).
- Присваивание узлу {\displaystyle x} в куче {\displaystyle H} нового значения ключа (англ. Increase key);
- Удаление узла {\displaystyle x} из кучи {\displaystyle H} (англ. Delete).